# جند العواصم
جند العواصم هو أحد أجناد ولاية الشام التابعة للخلافة الإسلاميّة في شرق البحر المتوسط. ظهر في العصر العباسي المبكر في القرن الثامن، واستمر العمل به حتى زمن المماليك. امتدت أراضي هذا الجُند في الجزء الشمالي الغربي لسوريا الحاليّة وجزء من جنوب تركيا الحاليّة.
سُميّ بهذا الاسم نسبةً إلى العواصم، وتعني الجبهة أو التحصينات، ومفردها العاصمة وتعني الحامية. وكان يُعرف أيضًا باسم الثغور الشاميّة نسبةً إلى الثغور الإسلاميّة على حدود الدولة البيزنطيّة في شمال بلاد الشام.

## التاريخ
قُسِّمت الشام، بعد أن فُتحت في عهد عمر بن الخطاب في معركة اليرموك عام 636، إلى مقاطعات عدة دُعي كل منها جُنداً، وهو تقسيم إداري عسكري. وكانت تلك الأجناد خمسة هي: جند دمشق، جند الأردن، جند فلسطين، جند حمص، وجند قنسرين. استمر هذا التقسيم في بلاد الشام في ظل الخلافة العباسيّة وما بعدها، حتى زمن المماليك. ولقد أضاف هارون الرشيد في عام 785 منطقة جند العواصم الجديدة في الشمال إلى الأجناد الخمسة، لتشمل المنطقة الحدوديّة مع البيزنطيين. كانت أراضي هذا الجُند قبل ذلك جزءاً من مقاطعتيّ الفراتيّة وسوريا الأولى البيزنطيّتين، وأجزاءً من فيليقيا.
لقد كانت أنطاكيا عاصمةً لهذا الجُند. كما كانت من أهم مراكزه: عين زربة ، أضنة، المصيصة، وطرسوس، بالإضافة إلى مرعش، منبج، عنتاب، دابق، وقوروس.